# Polyptychus murinus
Polyptychus murinus är en fjärilsart som beskrevs av Rothschild 1904. Polyptychus murinus ingår i släktet Polyptychus och familjen svärmare. Inga underarter finns listade i Catalogue of Life.